# Berlin, Connecticut
Berlin este o localitate urbană (cu statutul de town) având 19.590 locuitori (conform unei estimări din anul 2005) situată în comitatul Hartford, statul Connecticut, Statele Unite ale Americii.